# Ichpich
Ichpich ist eine kleine Ruinenstätte der Maya in Mexiko. Sie befindet sich auf der Halbinsel Yucatán im Bundesstaat Campeche, rund 32 Kilometer südlich von Xul und etwa 10 Kilometer nordöstlich von Santa Rosa Xtampak gelegen (von dort jedoch nicht zu erreichen). Die erste Beschreibung von Ichpich und Fotografien stammen von Teobert Maler, der sich an diesem Ort im März 1887 aufhielt. Um das Jahr 1985 wurden kleinere Reparaturarbeiten durchgeführt. Die einzige moderne Beschreibung verfasste George F. Andrews. Der Fundort ist nicht offiziell für den Tourismus geöffnet.

## Gebäude I

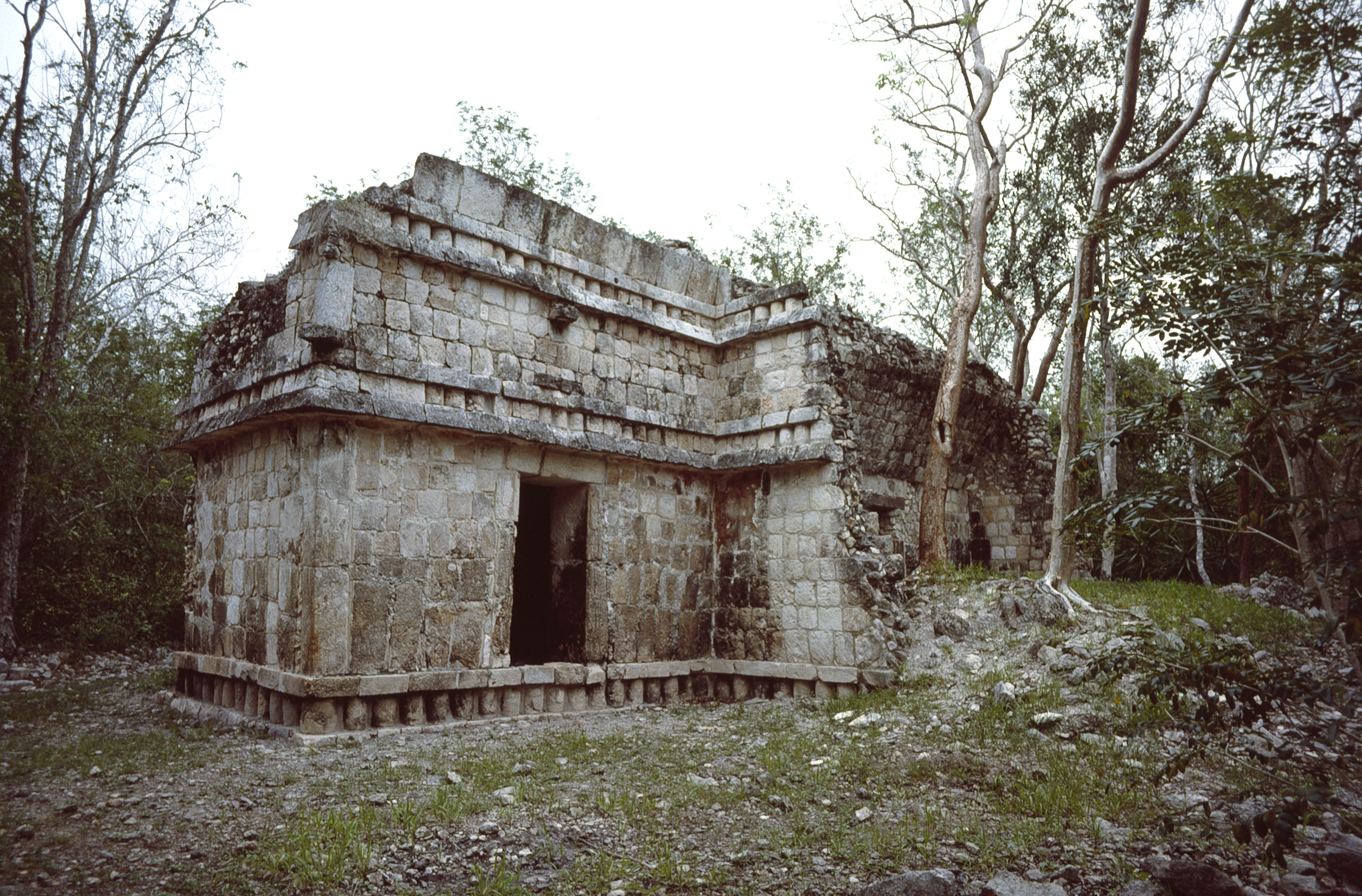
Gebäude 1

Das Gebäude ist nach dem Südosten ausgerichtet. Es hat vier Räume, von denen drei in einer Reihe liegen und der vierte Raum dem mittleren vorgesetzt ist. Die stilistischen Kennzeichen weisen auf eine Kombination des Chenes-Stils und des Puuc-Stils hin. Zu den Chenes-Kennzeichen gehören Details im Innenraum und die großen aus dem oberen Wandteil der Fassade herausragenden Steinzapfen, die Stuckdekorationen halten sollten, sowie die Anordnung der Säulchen im mittleren und oberen Gesims in Gruppen von dreien, getrennt durch glatte Flächen.

## Gebäude III

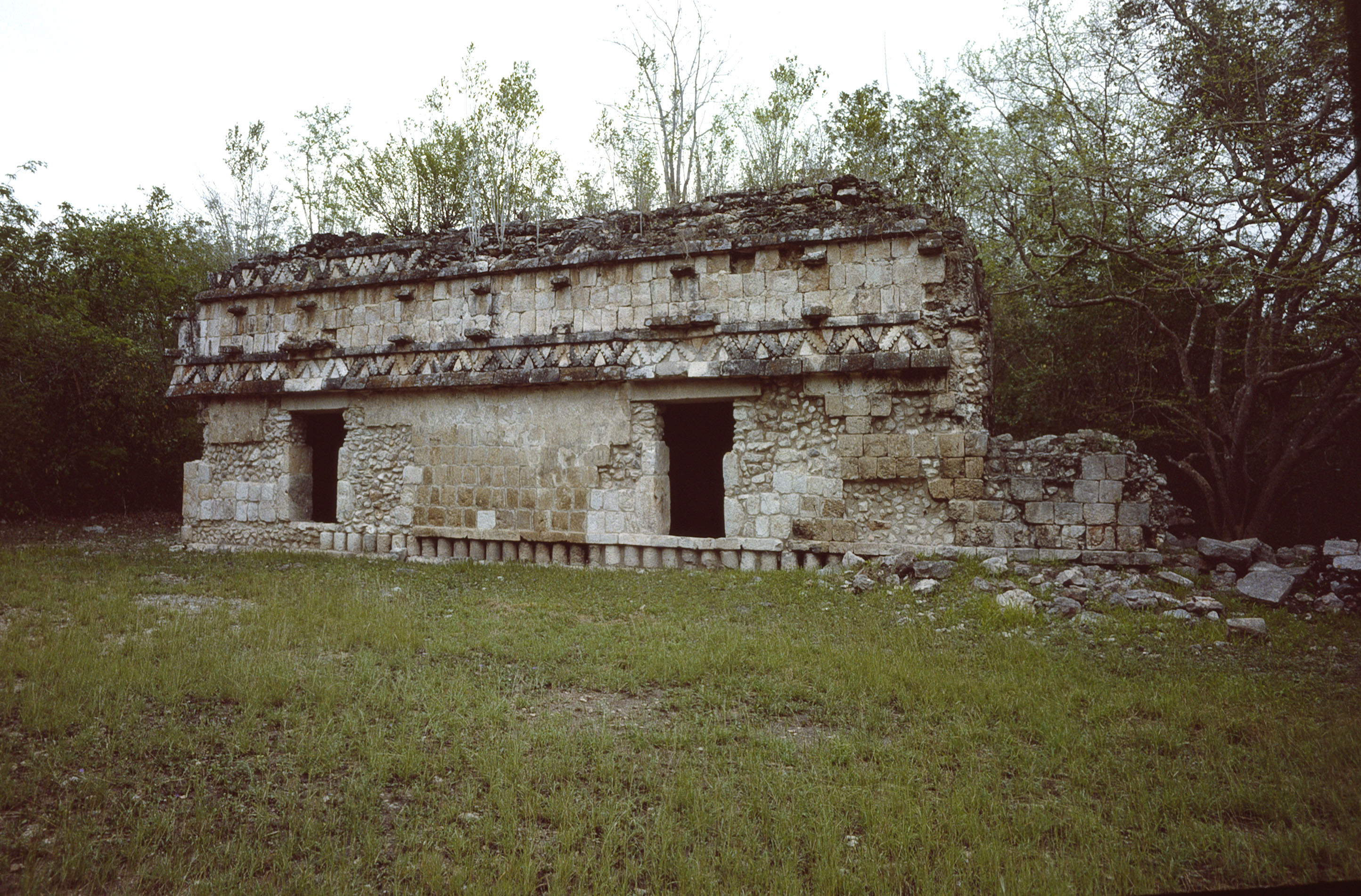
Gebäude 3

Das Gebäude weist drei Räume in einer Reihe auf. Es liegt ungefähr 200 m westlich des Gebäudes I. Auch in diesem Gebäude sind die Stilmerkmale von Chenes und Puuc kombiniert. Im mittleren und oberen Gesims treten schräg gestellte Sägesteine auf, wie sie auch im Puuc-Stil häufig vorkommen.